# それが答えだ!
『それが答えだ!』（それがこたえだ）は、1997年7月2日から9月17日までフジテレビ系列「水曜劇場」枠で放送されたテレビドラマ。主演は三上博史。

## あらすじ
海外で「神が宿った」と評された世界的なマエストロ、鳴瀬望はコンサート中にオーケストラのメンバーから演奏をボイコットされ、その責任を問われて解雇されてしまった。そして今は山小屋にこもっている。時折マネージャーの樫尾と酒屋の出前が訪ねてくるくらいで他に訪れる人もない。一年以上も仕事がない。
酒屋の出前（池田邦男）は、地元の中学教師（体育）。突然オーケストラ部顧問の任についたが、音楽のことはさっぱり分からない。ピアノが壊れていることに気づいた池田は鳴瀬を楽器屋と勘違いし、修理を頼みに行く。一旦は断る鳴瀬だったが、学校に出向き修理する。試しに弾いた曲に学校中の人々が魅了されてしまった。
池田の再三にわたる「子供たちに音楽を教えてください!」という熱烈な依頼を断り続ける鳴瀬。マネージャーの樫尾林太郎が仕事を持ってきた。喜びもつかの間、その仕事は「子供たちに音楽を教えること」。憤る鳴瀬だったが、その日の食事にも事欠く有様となったうえ、楽団への多額の借金返済のため受けざるを得ない状況に。「神が宿った世界的なマエストロ」が、その日の食事と借金返済のために、東京からさほど遠くない田舎・白八木村の中学校のたった12名のオーケストラ部でタクトを振ることになってしまった。
自分から辞めれば違約金を払わねばならない。だが先方から辞めて欲しいといわれれば払う必要はない。ならばそのように。出来るだけ早い時期にそうなるように。もともとの性格もあるが、辞めたくて仕方がない鳴瀬は誰に気兼ねすることもなく出勤し続ける。当然、周りの教師や生徒たちからは憤りや不満の声が続出する。鳴瀬にしてみれば非常にいい状態になってきていたのだったが。
生徒や教師・村の人々と過ごすことにより、鳴瀬は少しずつ変わっていく。生徒たちの人を憎むことも疑うことも知らない心、人を愛し、信じ、許すことの出来る心が、鳴瀬に今までの自分の音楽にはないものを見つけさせたのだった。
ではそれを表現する場は、鳴瀬も気に入り村人も残留を熱望するこの村なのか、または、世界の舞台へと続くプロのオーケストラなのか。鳴瀬が出した答えは…。

## キャスト
（出典：）
- 鳴瀬 望〈33〉 - 三上博史
マエストロ（指揮者）。天才的才能の持ち主だが、気分屋で自己中心的なために人には嫌われがちで、女癖も悪い。
- 池田 邦男〈25〉 - 萩原聖人
白八木中学校の体育教師。素朴で素直な性格。音痴だが鳴瀬を師と仰ぐ。
- 平林 有理子〈29〉 - 羽田美智子
白八木中学校の国語教師。子供に優しいが生真面目で潔癖症。
- 安藤 千恵〈22〉 - 酒井美紀
白八木中学校の美術兼書道教師。臆病な性格。邦男に思いを寄せている模様。
- 浅丘 幸美〈35〉 - 麻木久仁子
白八木中学校の理科兼数学教師。バツイチ。有理子とは反目し合う関係。
- 小野 たみえ〈25〉 - 藤原紀香
村の大衆食堂の看板娘。邦男の幼馴染み。
- 樫尾 林太郎 - 阿南健治
- 平林 亨太郎〈58〉 - 谷啓（特別出演）
白八木中学校校長。有理子の父。閉校問題に悩んでいる。
- 宮園 総一朗 - 平幹二朗
- 大沼 長作 - 河原さぶ
- 池田 徳三 - 左右田一平
- 水野 和音 - 深田恭子
- 石原 律子 - 吉野紗香
- 榊 演也 - 藤原竜也
- 大河原 奏 - 倉貫匡弘
- 富樫 弦太 - 山口森広
- 神崎 美鈴 - 村山真夏
- 霧島 唄子 - 杉浦香奈子
- 柳川 響介 - 二本樹顕理（ジャニーズJr.）
- 小泉 謡司 - 岡崎正志（ジャニーズJr.）
- 立原 楽人 - 小関航（ジャニーズJr.）
- 瀧山 千歌 - 佐々木恵理
- 田中 真琴 - 池田直子
- 楽人の父親 - 趙方豪
- 小淵沢村議会長 - 佐々木勝彦
- 駐在 - 甲本雅裕

ゲスト
- ロリータ18号（第4話）
- 大河原 公子 - 赤座美代子（第5話）
- 篠原 聡志 - 羽場裕一（第5話・第6話）
- 結城 由紀子 - 広田レオナ（第8話・第9話）
- レポーター - 大堀こういち（第9話）
- 城之内 - 中村嘉葎雄（友情出演、第10話・第11話）
- 開倫中学校の教師 - 山崎一（第10話・第11話）
- 開倫中学校の生徒・徹 - 小栗旬（第10話・第11話）

## スタッフ
- 企画：石原隆、瀧山麻土香
- 脚本：戸田山雅司
- 演出：若松節朗、西谷弘、高丸雅隆
- プロデュース：高橋萬彦
- 音楽：服部隆之、塚田益（第2 - 11話）
- メインテーマ ピアノ演奏：若林顕
- 主題歌：ウルフルズ「ワンダフル・ワールド」
- 音楽監修：金聖響
- 音楽指導：本名徹次
- 演出補：高橋伸之、森永恭朗、小竹実千代 ほか
- 制作協力：ベイシス
- 制作：フジテレビ、共同テレビ

## 放送日程
| 話数                                                       | 放送日  | サブタイトル           | 演出     | 視聴率 |
| ---------------------------------------------------------- | ------- | ---------------------- | -------- | ------ |
| Symphonie Nr.1                                             | 7月02日 | 最低最悪の教師         | 若松節朗 | 11.7%  |
| Symphonie Nr.2                                             | 7月09日 | 学校がキライな子       | 若松節朗 | 13.2%  |
| Symphonie Nr.3                                             | 7月16日 | こんなひどい先生       | 西谷弘   | 11.5%  |
| Symphonie Nr.4                                             | 7月23日 | 恋を殺した先生         | 若松節朗 | 10.4%  |
| Symphonie Nr.5                                             | 7月30日 | 負け犬はいらない       | 西谷弘   | 12.2%  |
| Symphonie Nr.6                                             | 8月06日 | 生徒たちの涙           | 若松節朗 | 10.8%  |
| Symphonie Nr.7                                             | 8月13日 | 万引き少年とマエストロ | 高丸雅隆 | 10.7%  |
| Symphonie Nr.8                                             | 8月20日 | 教師の失恋             | 若松節朗 | 12.0%  |
| Symphonie Nr.9                                             | 8月27日 | 天才が昔愛した女       | 西谷弘   | 15.3%  |
| Symphonie Nr.10                                            | 9月03日 | 出場停止処分           | 若松節朗 | 12.9%  |
| Symphonie Nr.11                                            | 9月10日 | 最後の決断             | 西谷弘   | 12.7%  |
| Lezte Symphonie                                            | 9月17日 | 卒業                   | 若松節朗 | 13.9%  |
| 平均視聴率 12.3%（視聴率は関東地区・ビデオリサーチ社調べ） |         |                        |          |        |

- 初回・最終回は21時 - 22時24分の30分拡大[1]。

## 受賞歴
- 第14回ザテレビジョンドラマアカデミー賞[3][4]
  - 助演男優賞（萩原聖人）
  - 監督賞（若松節朗、西谷弘）

## 備考
- 現在では、深田恭子や藤原竜也といった若手人気俳優のデビュー作品ということで注目を集めることが多い作品だが、生徒役で出演していた小関航の逮捕、事務所解雇により、再放送及びDVDソフト化が難しい状況となっている[5]。
- オーケストラの演奏シーンには日本フィルハーモニー交響楽団、東京アカデミーオーケストラ、東京ジュニアオーケストラソサエティなどの楽団が出演している。
- 物語の舞台となる白八木中学校は、山梨県須玉町（現・北杜市）の増富中学校（閉校）にて撮影されている。